# Loon op Zand
Loon op Zand es un municipio de la provincia de Brabante Septentrional en los Países Bajos. El 30 de abril de 2017 contaba con una población de 23.117 habitantes, sobre una superficie de 50,71 km², de los que 0,56 km² cubiertos por el agua, con una densidad de 461 h/km².  
Forman el municipio tres núcleos de población: Loon op Zand, Kaatsheuvel y De Moer. Loop on Zand es conocido en los Países Bajos por un parque de atracciones, el Efteling, localizado en Kaatsheuvel. Además cuenta con una de las más primitivas iglesias de los Países Bajos, la iglesia de la Degollación de San Juan Bautista en Loon op Zand, ejemplo de arquitectura gótica de 1394, con una torre de ladrillo de hacia 1450.

## Galería de imágenes

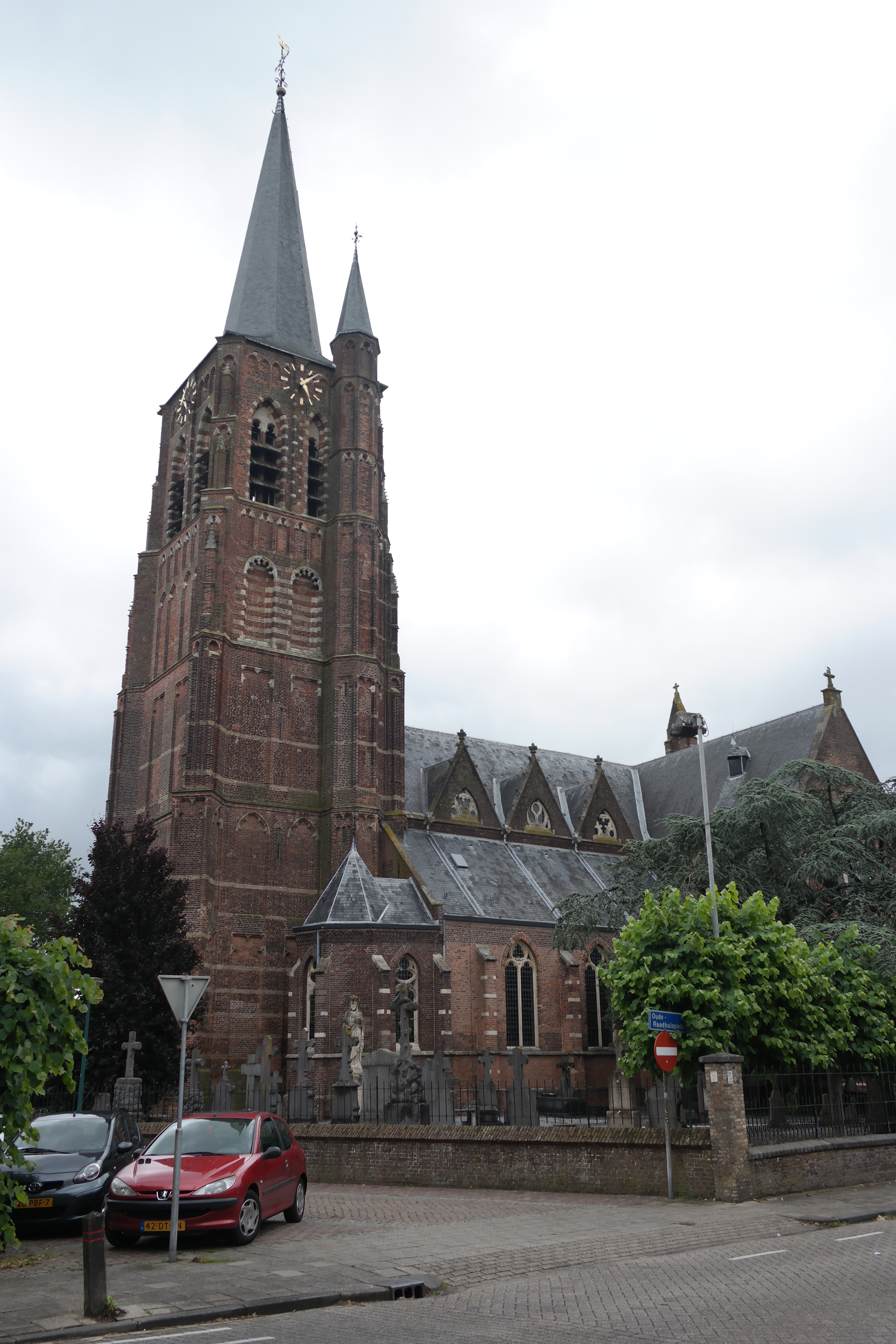
Loon op Zand: iglesia de la Degollación de San Juan Bautista.
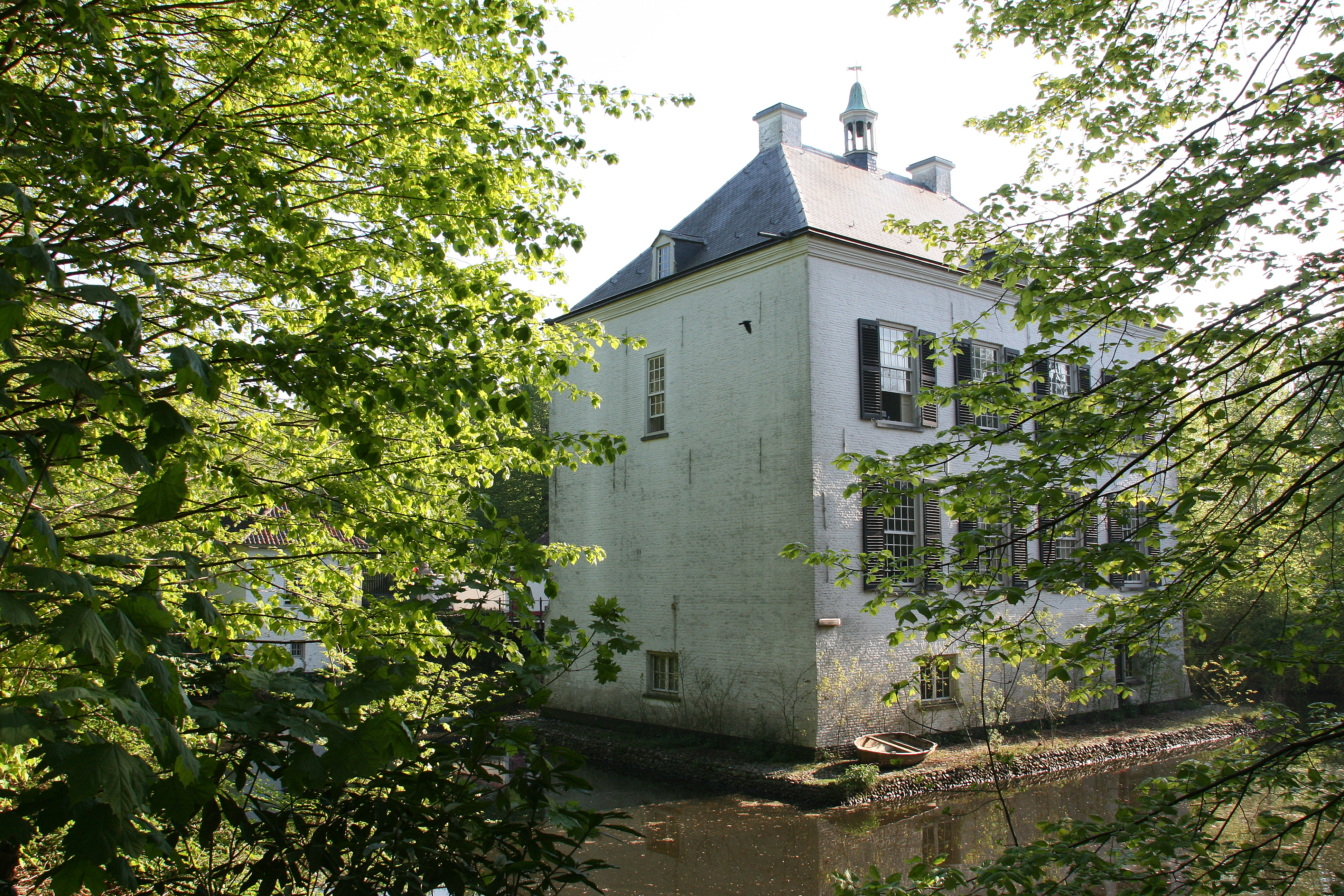
Castillo de Loon op Zand
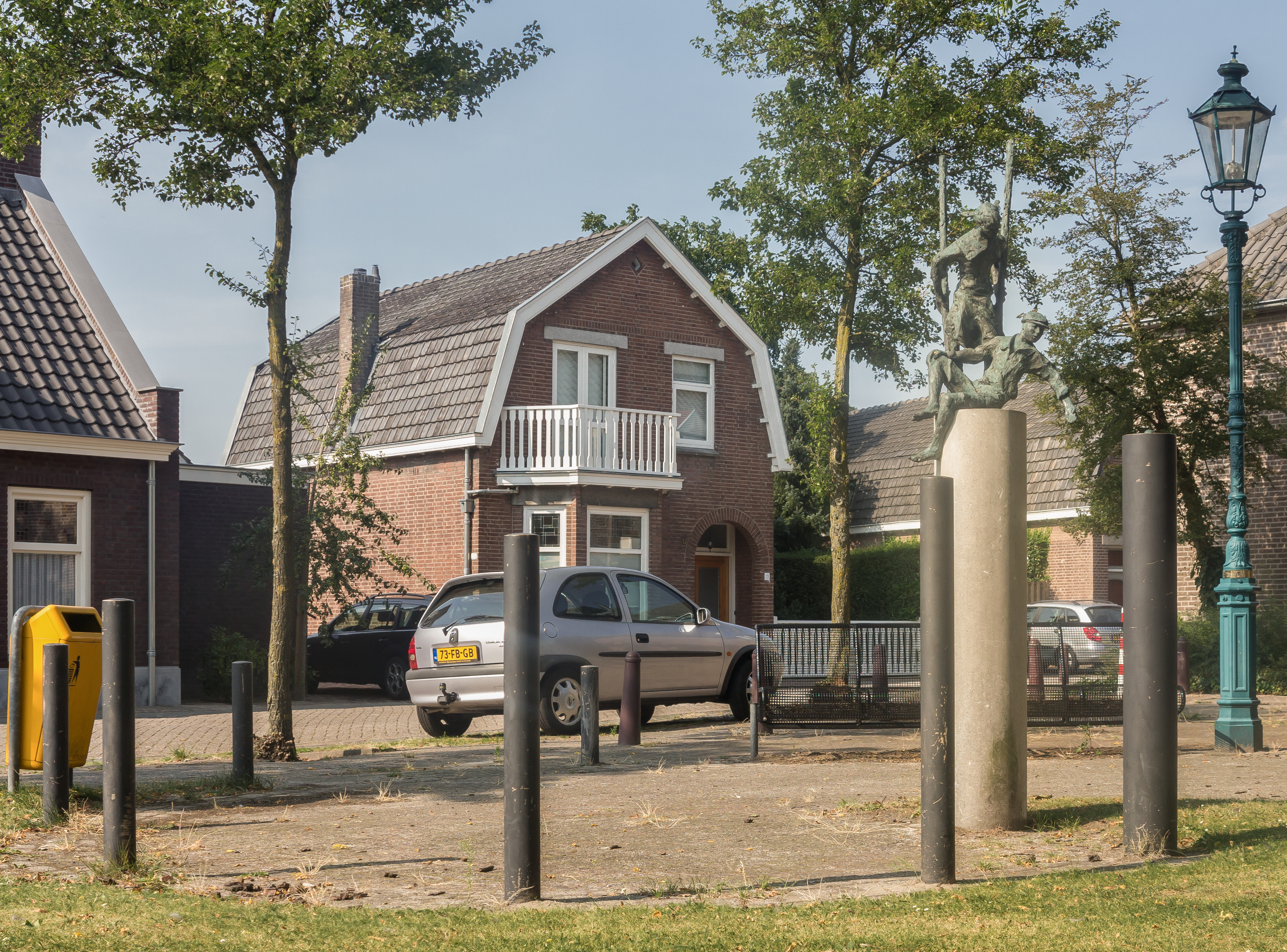
Loon op Zand, la escultura en la Doctor van Kesselstraat-Kerkstraat
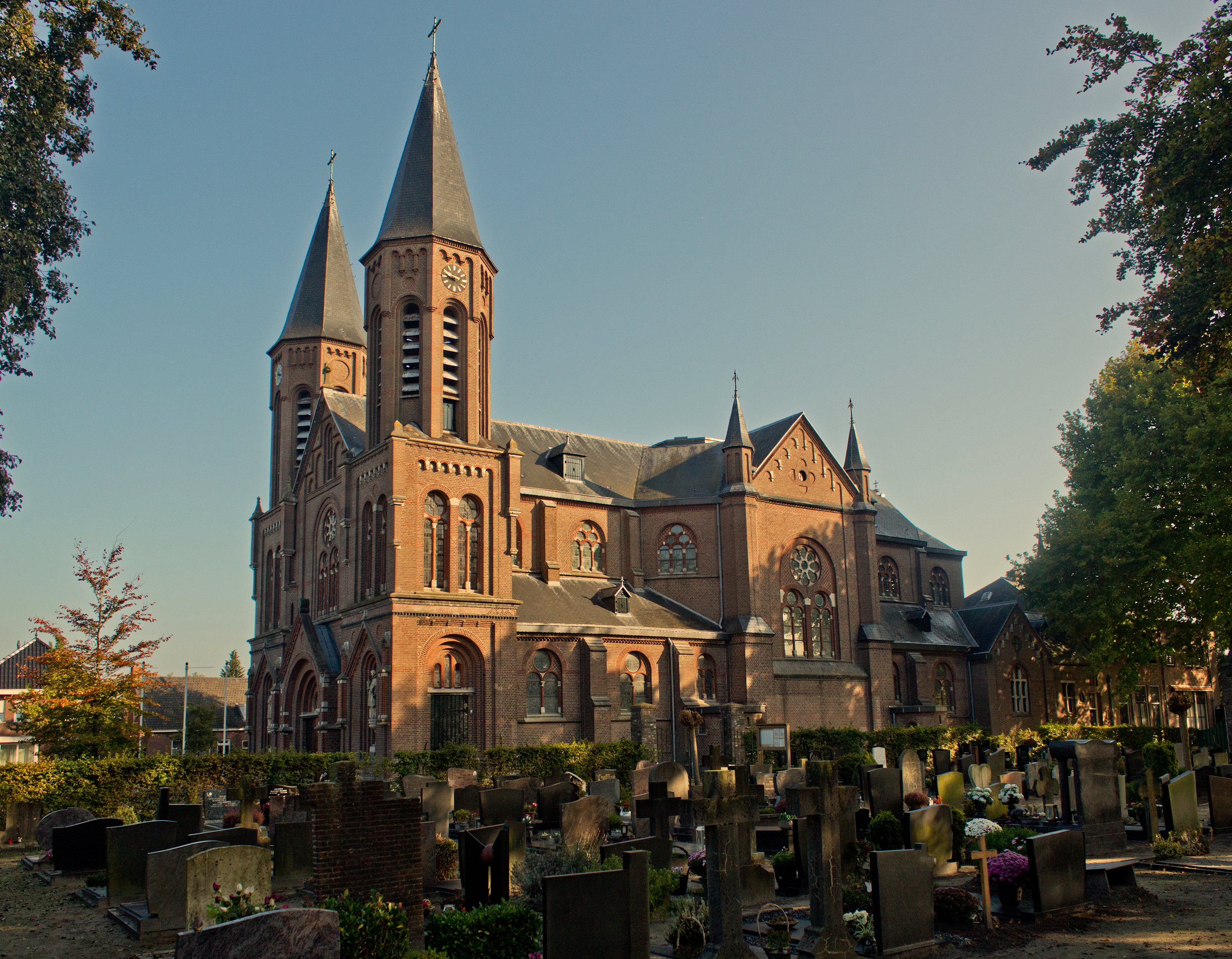
Kaatsheuvel: iglesia de los Santos mártires de Gorcum
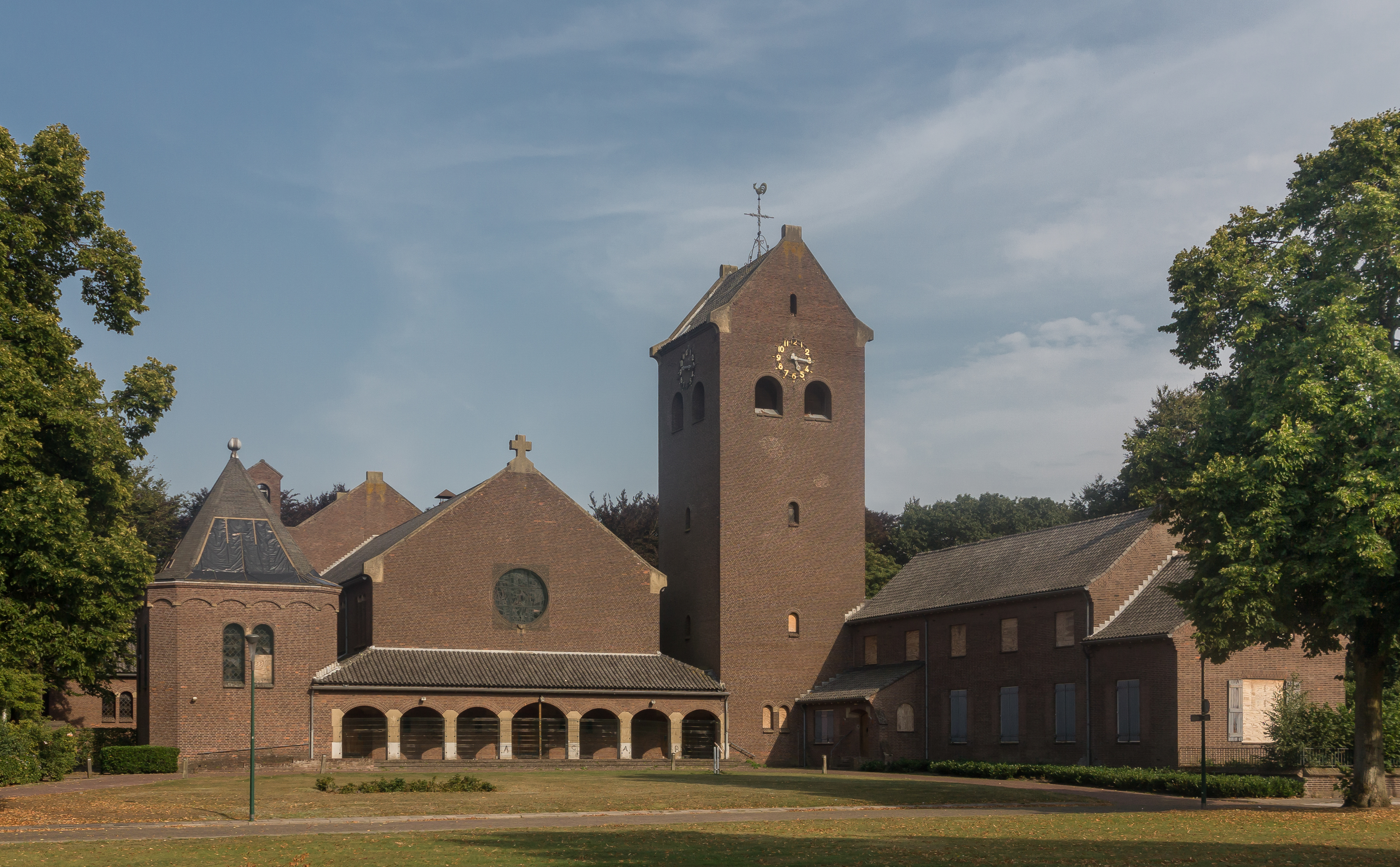
Kaatsheuvel: iglesia de San José